# Farm Cove (Nouvelle-Zélande)
La banlieue de Farm Cove  est située à l’est de la ville d’Auckland dans l’île du nord de la Nouvelle-Zélande.

## Municipalités limitrophes
La réserve de ‘Rotary Walkway Reserve’ s’étend à travers ‘Farm Cove’.

## Gouvernance
La banlieue est située dans le ward de Howick, une de 13 divisions administratives du conseil de la cité d’ Auckland.

## Installations
Il y a un petit centre commercial nommé : « Farm Cove Shopping Centre », qui comprend une laiterie, un coiffeur, un boulanger et une école de langue.

## Éducation
Dans le secteur de  Farm Cove , il y avait 2 écoles principales : « Wakaaranga Primary School» et « Farm Cove Intermediate» . 
Il y a aussi un petit jardin d’enfants situé près de l’école de «Wakaaranga Primary school ». 